# Генерал-адмирал
Генерал-адмирал је једно од највиших војних звања у ратним морнарицама неких земаља.

## Руска Империја
У Руској Империји је био највиши војни чин (звање) и дужност у ратној морнарици. Чин је установљен Табелом рангова 1722. и био је раван војном чину генерал-фелдмаршала, а такође грађанском чину канцелара и активног тајног савјетника 1. класе. Као дужност постоји од 1695. године.

## Њемачка
У њемачкој морнарици, генерал-адмирал је друго по рангу звање у ратној морнарици, ниже од чина великог адмирала, али више од адмирала. Одговарао је чину генерал-пуковника.
Генерал-адмирали Трећег рајха:
- 20 априла 1936 (од 1 априла 1939 — велики адмирал) — Ерих Редер (1876—1960);
- 1 априла 1939 — Конрад Албрехт (1880—1969);
- 1 јануара 1940 — Алфред Залвахтер (1883—1945);
- 19 јула 1940 — Ролф Карлс (1885—1945);
- 1 априла 1941 — Герман Бем (1884—1972);
- 1 априла 1941 — Карл Ернст Витцел (1884—1976);
- 31 августа 1942 — Ото Шултце (1884—1966);
- 1 фебруара 1943 — Вилхелм Маршал (1886—1976);
- 1 марта 1944 — Валтер Варцеха (1891—1956);
- 1 марта 1944 — Ото Шнивинд (1888—1964);
- 16 сентебра 1944 — Оскар Куметц (1891—1980);
- 1 маја 1945 — Ганс Георг фон Фридебург (1895—1945).

Адмирал Карл Дениц је био унапређен у великог адмирала, а да није имао звање генерал-адмирала.